# Ailleux
Ailleux là một xã trong tỉnh Loire miền trung nước Pháp.